# Come il mare (Vale Lambo)
Come il mare è il secondo album in studio del rapper italiano Vale Lambo, pubblicato il 25 settembre 2020 dalla Virgin Records.

## Tracce
Testi di Valerio Apice, eccetto dove indicato.
1. 'Nfaccia – 3:45 (musica: Nicola Vignola)
2. Pe' sempe – 4:27 (musica: Antonio Lago)
3. Houdini (feat. Dani Faiv) – 3:17 (testo: Valerio Apice, Daniele Ceccaroni – musica: Antonio Lago)
4. Che teng' 'a verè (feat. Luchè) – 3:25 (testo: Valerio Apice, Luca Imprudente – musica: Antonio Lago, Nicola Vignola)
5. Kaioshin – 2:28 (musica: Valerio Passeri)
6. Gotti (feat. MadMan) – 2:08 (testo: Valerio Apice, Pierfrancesco Botrugno – musica: Nicola Vignola)
7. Neve (feat. Carl Brave) – 2:59 (testo: Valerio Apice, Carlo Luigi Coraggio – musica: Antonio Lago)
8. Roma (feat. CoCo, Nayt) – 3:19 (testo: Valerio Apice, Corrado Migliaro, William Mezzanotte – musica: Antonio Lago)
9. Solo piano – 2:41 (musica: Antonio Lago)
10. 'O mare – 3:31 (musica: Nicola Vignola)
11. 'Nnamurat e te (feat. Franco Ricciardi) – 3:36 (testo: Valerio Apice, Francesco Liccardo – musica: Mattia Piras, Nicola Vignola)
12. Valentino (feat. Geolier) – 3:01 (testo: Valerio Apice, Emanuele Palumbo – musica: Antonio Lago)
13. Come il mare – 3:20 (musica: Nicola Vignola)
14. Statt zitt – 2:50 (musica: Antonio Lago)
15. Tam (feat. Lele Blade) – 3:28 (testo: Valerio Apice, Alessandro Arena – musica: Antonio Lago, Mattia Piras)
16. Abbracciami – 3:35 (musica: Valerio Passeri, Nicola Vignola)

## Formazione
Musicisti
- Vale Lambo – voce
- Dani Faiv – voce aggiuntiva (traccia 3)
- Luchè – voce aggiuntiva (traccia 4)
- MadMan – voce aggiuntiva (traccia 6)
- Carl Brave – voce aggiuntiva (traccia 7)
- CoCo – voce aggiuntiva (traccia 8)
- Nayt – voce aggiuntiva (traccia 8)
- Franco Ricciardi – voce aggiuntiva (traccia 11)
- Geolier – voce aggiuntiva (traccia 12)
- Lele Blade – voce aggiuntiva (traccia 15)

Produzione
- Niko Beatz – produzione (tracce 1, 4, 6, 10, 11, 13 e 16)
- Yung Snapp – produzione (tracce 2-4, 7-9, 12, 14 e 15)
- Mattbeatz – produzione (tracce 11 e 15)
- Valerio Nazo – produzione (tracce 5 e 16)

## Classifiche
| Classifica (2020) | Posizione massima |
| ----------------- | ----------------- |
| Italia            | 20                |